# Анн Брассер
Анн Брассер (фр. Anne Brasseur; нар. 19 травня 1950, м. Люксембург (герцогство Люксембург)) — люксембурзький політик. З 27 січня 2014 — голова Парламентської асамблеї Ради Європи (ПАРЄ).

## Освіта
Вищу освіту здобула в Німеччині, вивчала психологію в університетах в Тюбінгені і Мангеймі.

## Кар'єра
У 1975–1976 рр.. працювала психологом у технічній школі і коледжі для хлопчиків у м. Еш-сюр-Альзетт і очолювала службу соціальної допомоги при Генеральній прокуратурі.
Політичну кар'єру почала в 1975 році, коли була обрана до міської ради Люксембургу, в якій працювала з перервою до вересня 2009 року. У 1981–1999 рр.. була помічником мера, курирувала питання будівництва, спорту, енергетики.
З 1979 року — член Палати депутатів Люксембургу.
У 1980–1994 рр.. очолювала Асоціацію жінок-лібералів.
У 1999–2004 рр.. — Міністр національної освіти, професійної освіти та спорту Люксембургу.
Член ПАРЄ в 1995–1999 рр.. і з 2009 року, з 2009 року — голова групи ПАРЄ Альянс лібералів і демократів за Європу.

## Нагороди
У 1998 році нагороджена орденом Дубового вінця (Люксембург).

## Особисте життя
Любить музику, захоплюється спортом.
Є дочка.